# Sven Benner
Sven Gunnar Benner, född 10 januari 1900 i Ödeborgs församling, Älvsborgs län, död 25 februari 1986 i Örgryte församling, var en svensk fysiker.

## Biografi
Sven Benner var son till ingenjören Gunnar Andersson. Efter studentexamen i Västerås 1918 blev han student vid Stockholms högskola, 1920 filosofie kandidat, 1927 filosofie licentiat och 1931 filosofie doktor där. Benner var 1922–1928 amanuens i fysik vid Stockholms högskola och 1931–1938 lärare i fysik vid Farmaceutiska institutet. År 1932 utnämndes han till docent i fysik vid Stockholms högskola och var 1932–1937 fysiker vid Radiumhemmets fysiska laboratorium. Benner blev 1937 laborator och 1941 därtill avdelningsföreståndare vid Karolinska sjukhuset. Han utgav omkring 25 avhandlingar i fysikaliska ämnen, främst inom atomfysik och radiologi. Hans doktorsavhandling hade titeln Über die Eigenschwingung freier Elektronen in einem konstanten Magnetfeld (1931). Sven Benner är begravd på Stampens kyrkogård i Göteborg.